# エマーソン・レイク・アンド・パーマー
エマーソン・レイク・アンド・パーマー (英語: Emerson, Lake & Palmer) は、キース・エマーソン、グレッグ・レイク、カール・パーマーによって、1970年に結成されたイングランドのプログレッシブ・ロック・バンド。英語圏を中心に「ELP」と略称されることもある。

## 概要
キーボード奏者キース・エマーソンが結成したロック・トリオ。各人がそれ以前のバンド活動で既に名声を得ていたことで、「スーパーグループ」と呼ばれた。活動のピークは結成時から1974年といわれている。この間に、4作のスタジオ録音アルバムと2作のライブ・アルバムを発表し、その全てが母国イギリスのヒット・チャートのトップ5圏内に入り、アメリカではトップ20圏内に入っている。1972年には来日も果たし、後楽園球場で約35000人を集めたコンサートを行っている。
クラシックを取り入れたユニークな音楽性と演奏スタイルが支持されて、プログレッシブ・ロックの代表的なバンドとして人気があり、キング・クリムゾン、ピンク・フロイド、イエスとともに「プログレッシブ・ロック四天王」、あるいは、ジェネシスを加えて「プログレッシブ・ロック5大バンド」とされている。

## メンバー
- キース・エマーソン (Keith Emerson) - キーボード。元ザ・ナイス。1944年生、2016年没。
- グレッグ・レイク (Greg Lake) - ボーカル、ベース、ギター。元キング・クリムゾン。1947年生、2016年没。
- カール・パーマー (Carl Palmer) - ドラムス。元アトミック・ルースター。1950年生。

2016年、キース・エマーソン、グレッグ・レイクが相次いで亡くなったことで、存命者はカール・パーマーのみとなっている。なお、コージー・パウエル（1947年生。エマーソン・レイク・アンド・パウエルのメンバー）も1998年に死去している。
1970年代（活動期）

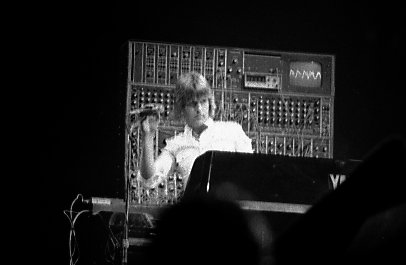
キース・エマーソン（1978年）
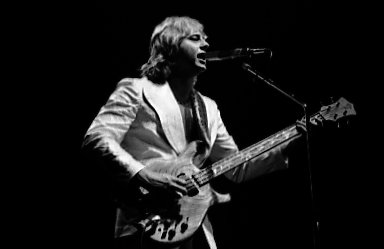
グレッグ・レイク（1978年）
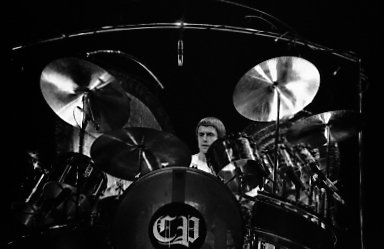
カール・パーマー（1978年）

1990年代（再結成期）

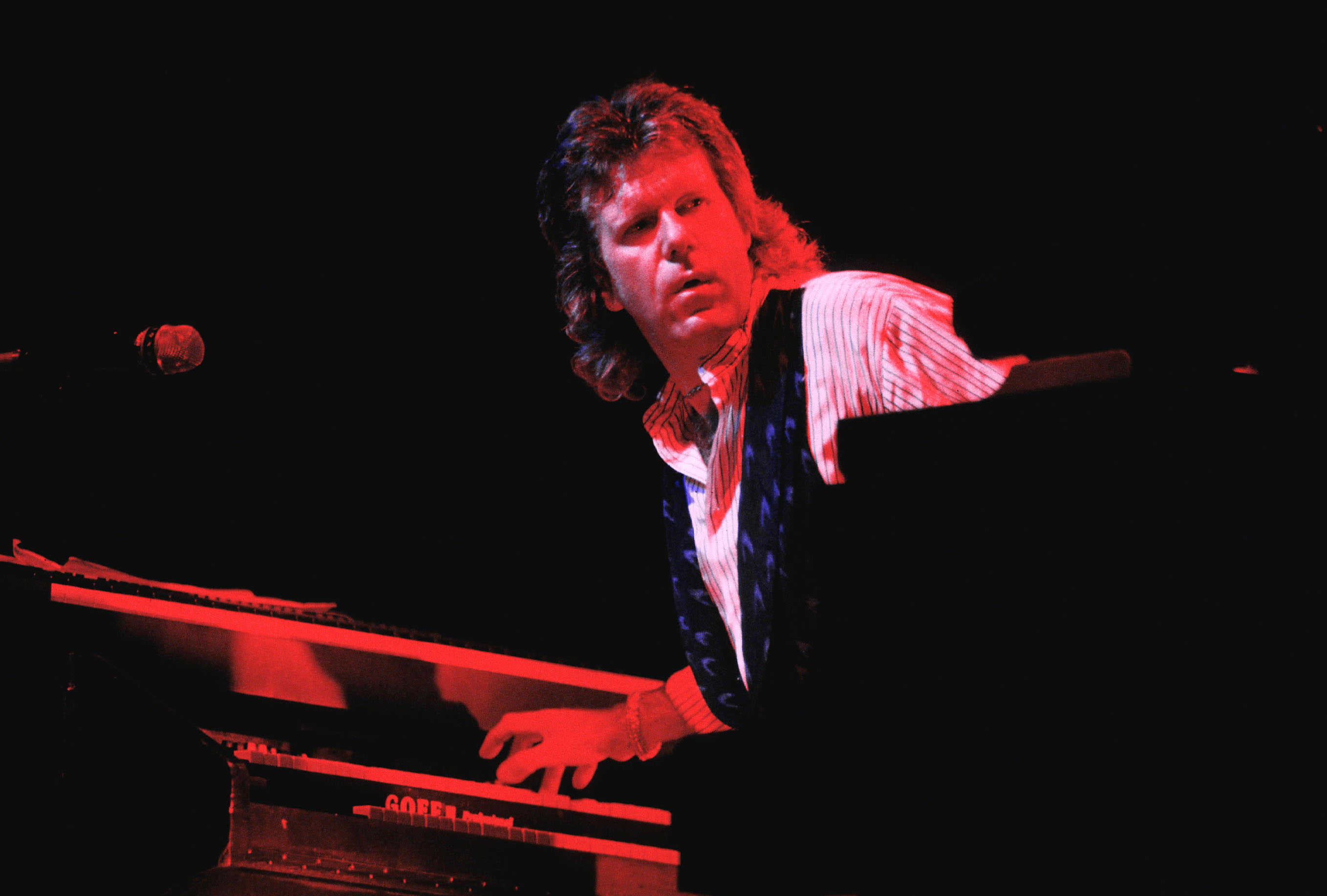
キース・エマーソン（1992年）
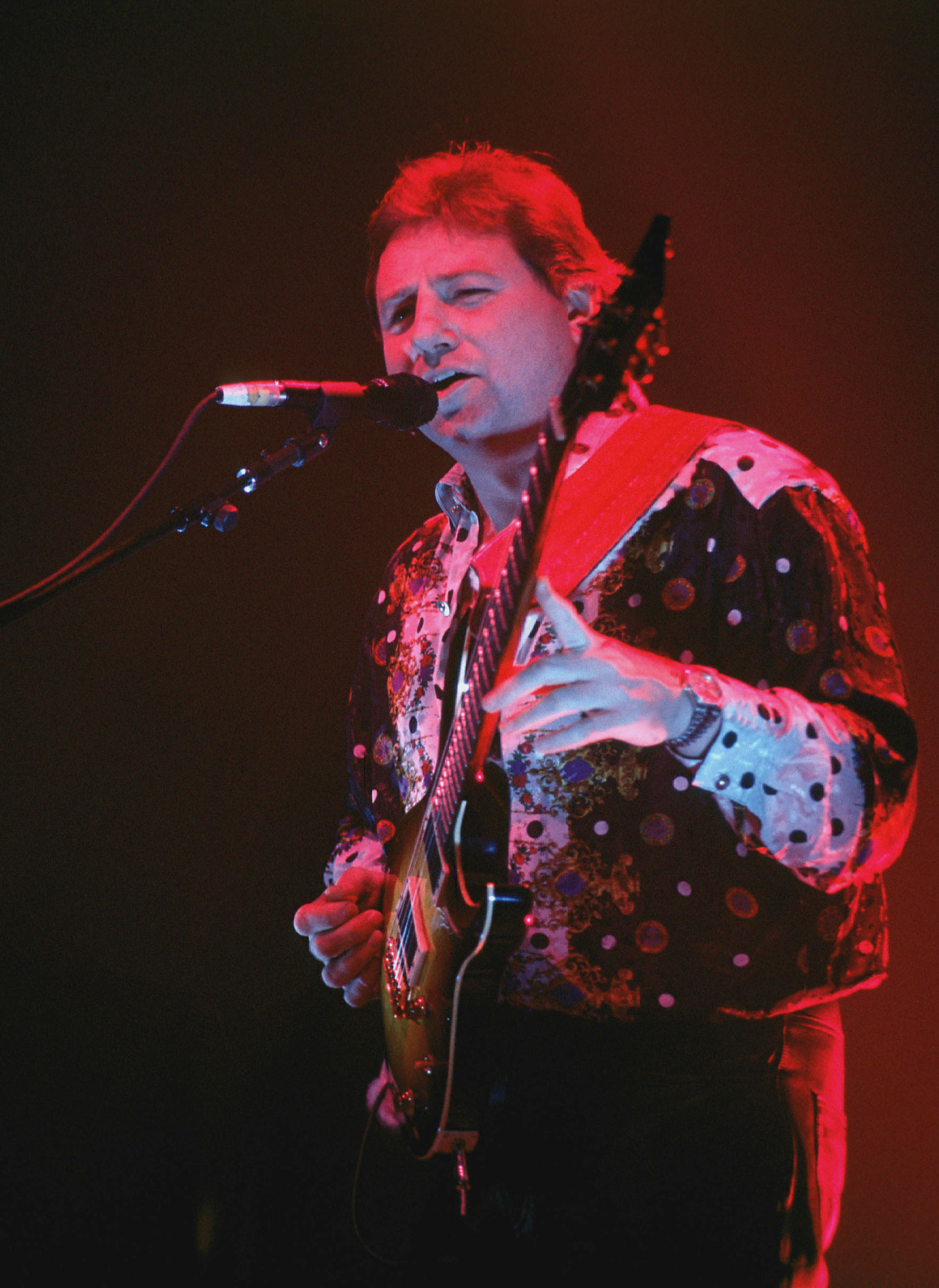
グレッグ・レイク（1992年）
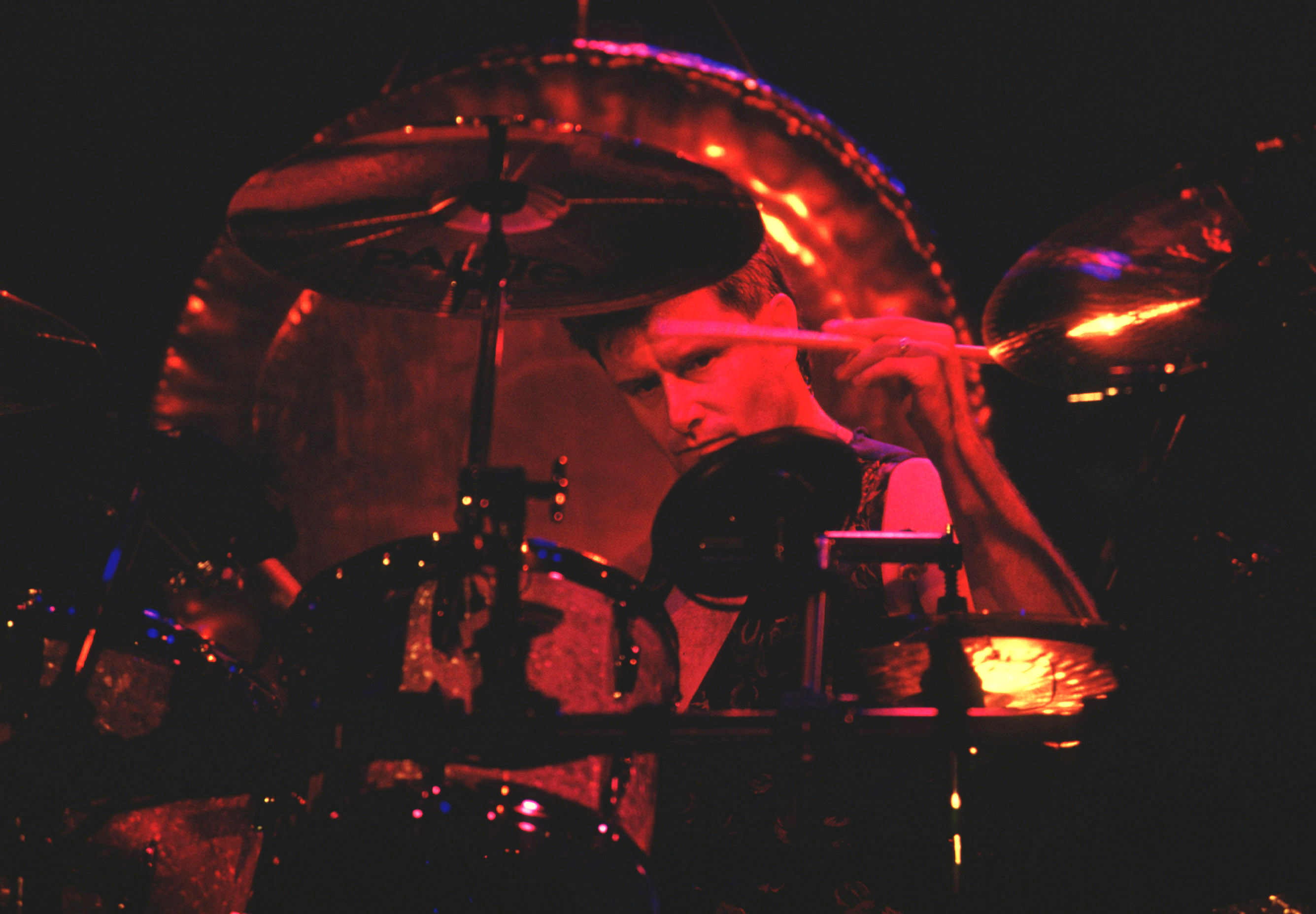
カール・パーマー（1992年）

## 略歴

### 結成までの経緯
ザ・ナイスを率いていたキース・エマーソンは、他のメンバーの力量に不満を抱くようになり、新しいバンドの可能性を模索し始めた。一方、1969年、イギリスでキング・クリムゾンがアルバムの『クリムゾン・キングの宮殿』でデビューした。このアルバムでベースとボーカルを担当したのがグレッグ・レイクであった。同年暮れ、キング・クリムゾンはアメリカ公演でザ・ナイスと共演する機会があり、レイクは12月16日のフィルモア・ウェストでのコンサートの直後にエマーソンと会って意気投合した。この頃、彼はエマーソンかジミ・ヘンドリックスのいずれかとバンドを組みたいと考えていた。両者は1970年の2月に意見を交換しはじめ、お互いに現在のバンドを離脱し、新しいバンドを結成する計画を進めた。同年4月、当時アトミック・ルースターにいたカール・パーマーがドラムスにスカウトされ、3人の陣容が整った。レイクはモーグ・シンセサイザーの導入をエマーソンに提案し、彼らの音楽的個性の結実に繋がることとなる。当初、バンド名を「トライトン（Triton）」にするというアイディアもあったが、結局、3人のファミリー・ネームを並べた「エマーソン・レイク・アンド・パーマー」となり、1970年6月に結成が公表される。3人とも既に知名度と人気を獲得していたため、マスコミもデビュー当時から注目して「スーパー・グループ」と呼んでいた。

### 全盛期（1970年 - 1974年）
1970年
1970年8月23日、ELPはプリマス・ギルドホールで記録上のデビュー・ステージを行う。但しエマーソンによると、これはウォーム・アップであり、ELPの実質的なステージ・デビューは同年8月29日にワイト島で開催された「第3回ワイト島ポップ・フェスティバル」であるとされている。このライブは観客には好評であったが、評論家は概ね否定的であった。以後、ELPはコンサート活動を行いながら、並行してデビュー・アルバムの制作を進めていた。この間、エマーソンは『メロディ・メイカー』誌の人気投票でトップとなり、バンドもブライテスト・ホープ一位を獲得している。
同年11月20日にアイランド・レコードから（アメリカでは翌年1月にアトランティック・レコードから）、バンド名と同じ名前のデビュー・アルバム『エマーソン・レイク・アンド・パーマー』がリリースされ、その直後からイギリス・ヨーロッパ・ツアーを3週間かけて行った。
1971年
1971年早々からセカンド・アルバムのリハーサルと録音が始まり、その中で開催された3月26日のニュー・キャッスル・シティ・ホールのライブで、『展覧会の絵』のライブ録音が行われた。ただし、セカンド・アルバムの録音が既に進行していることもあって、このライブ録音のリリースは未定であった。4月には初のアメリカ公演ツアーが行われている。
同年5月（アメリカでは6月）、ELPはセカンド・アルバムの『タルカス』を発表した。このアルバムはELPが本格的にシンセサイザーを活用し始めた作品と位置づけられている。この頃のシンセサイザーは、多くのミュージシャンに強い興味を持たれてはいたが、実際にどう使ってよいのか判らないという者が多く、ミュージック・コンクレートなどでの電子音を出すか、ウォルター・カーロスやホット・バターのような「多重録音によるシンセサイザー音楽」などが実際の使用方法として幅を利かせていた。そんなシンセサイザーをステージに持ち込んで「楽器」としての可能性を提示したのは、ELPが先駆である。
同年6月にはフランクフルトのオーケストラとバレエ・カンパニーとの共演で「展覧会の絵」を演奏するイベントを含む、ヨーロッパ・ツアーが行われた。
同年9月の『メロディ・メイカー』誌の人気投票では、前年のレッド・ツェッペリンに代わってELPが首位になり、『タルカス』もアルバム部門で首位を獲得している。
この頃、ブートレグ（海賊盤）問題が発生した。3月に収録したまま発表未定となっていた『展覧会の絵』のライブ演奏が、10月頃からブートレグとなって出回っていた。これまでのELPの2作のアルバムとは一線を画した内容であることなどの事情から、『展覧会の絵』を発表しないままでいたが、ブートレグの流通は無視できない事態になったので、マネージメントとアイランド・レコードは市中に出回っているブートレグを回収した上で、11月になって正規盤の『展覧会の絵』を発表した。『展覧会の絵』は大ヒットとなり、イギリスやアメリカ、ヨーロッパ、日本でもランキングされている。
1972年
1972年1月、次のアルバムの録音を行ない、3月にはアメリカ・ツアーを行った。このツアー中、エマーソンはモーグの工場を訪ねている。6月に通算4作目でスタジオ録音盤としては3作目となるアルバム『トリロジー』が発表され、世界規模のツアーが開始された。そして同1972年（昭和47年）7月13日にフリーとのジョイント・ツアーで来日し、同月22日に後楽園球場で、24日には阪神甲子園球場で屋外コンサートが開かれた。後楽園球場では台風の影響でモーグを初めとする機材の調子が悪く、甲子園球場でコンサートは多数の観客がステージ方向になだれ込んで途中で中止になってしまった。
同年9月の『メロディ・メイカー』誌の人気投票ではELPは一位を獲得し、各メンバーも担当楽器部門でそれぞれ一位を獲得している。10月にはこの年初のイギリス・ツアーが行われ、このツアーでは、パーマーはドラム・シンセサイザーを初めて使用している。また、レイクは元キング・クリムゾンのピート・シンフィールドのソロ・アルバム『スティル (Still)』の制作に参加している。
1973年
1973年1月、ELPの主催するレーベル、マンティコア・レコードの発足が正式に発表された。このレーベルはELPのほかに、イタリアのプレミアータ・フォルネリア・マルコーニ（PFM）、バンコやピート・シンフィールド、ELPの前座を務めたストレイ・ドッグなどと契約している。また、これに伴い、ELPのイギリスでのリリースはアイランド・レコードからWEAに移動した。
2月には、のちに『恐怖の頭脳改革』と題されるニュー・アルバムのレコーディングが開始され、そのレコーディングの途中でワールド・ツアーが始まっている。
9月の『メロディ・メイカー』誌の人気投票では、グループ部門ではイエスに抜かれ、エマーソンもキーボード・プレイヤー部門でリック・ウェイクマンに首位を明け渡している。
11月に、マンティコア・レコードの作品としては初めてのELPのアルバム『恐怖の頭脳改革』が発表され、同時にアメリカ・ツアーが行われた。
1974年
1974年3月から開始されたヨーロッパ・ツアーの後、4月にはアメリカでの「カリフォルニア・ジャム」に出演した。どちらがヘッドライナーを務めるかでディープ・パープルと揉め、結局、ELPとなったが、ディープ・パープルの演奏時間が長かったために縮小せざるを得なかった。その後、イギリスに戻ってツアーを行った。
7月になると、1973/1974年のツアーの音源から、3枚組LPのライブ・アルバム『レディース・アンド・ジェントルメン』がリリースされた。原題の「Welcome Back My Friends To The Show That Never Ends...Ladies and Gentlemen」は、1974年4月18日に行われたウェンブリー・アリーナでのコンサートに於いて、司会のアラン・フリーマン (en) が言った『恐怖の頭脳改革』収録の「悪の経典#9」の歌詞の一部を基にしたコメントが使われている。
8月まで行われたアメリカ・ツアーを最後に活動を停止。1977年の次作にあたるアルバムの発表まで、ELPは活動を一切行っていない。

### 活動末期（1977年 - 1980年）
1977年
1974年夏のアメリカ・ツアーのあと、ELPのメンバーとしての多忙さに嫌気がさしたエマーソンは、「ピアノ協奏曲第1番」の制作に携わっていた。完成した同協奏曲は彼のソロ・アルバムとしてではなくレイクやパーマーのソロ企画と合体したアルバムに収録されることが選択された。
1977年3月にアメリカとイギリス、日本では4月に、『ELP四部作（原題：Works volume 1 ）』が発表された。このアルバムは2枚組のLPで、計4面の最初の3面が各人のソロ、第4面がELPの作品になっており、バックにオーケストラが起用された。エマーソンは実質的にはポリフォニックシンセサイザーであるヤマハ製エレクトーン「GX-1」を全面的に使用している。

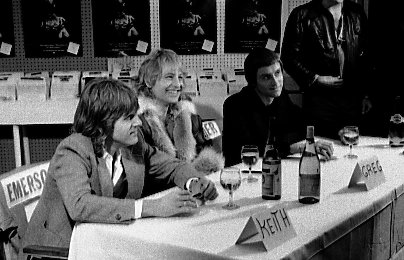
カナダ・トロントにて (1978年)

発表と同時期に開始された北アメリカ・ツアーはオーケストラと合唱隊を含む総勢約120人にも及ぶ大所帯で行なわれ、モントリオールのオリンピック・スタジアムでのコンサートは、のちに『イン・コンサート』としてライブ・アルバムとビデオ・ソフト化が発売されている。
しかし十数公演を終えた時点で予算が尽きてしまったので、その後は彼等だけでツアーを続けた。その模様は1997年に発表されたCD『キング・ビスケット・ライヴ』に収録された。
同年11月、『ELP四部作』の続編『作品第2番（原題：Works volume 2 ）』がリリースされたが、収録された12曲の収録曲の半数は既にシングルで発表されていた曲や過去のアルバム制作時に録音された未発表曲だった。
1978年 - 1980年
1978年、税金問題などの絡みもあって、新作アルバムをイギリスではなくバハマで製作した。既に3人はELPの活動の継続をするのには否定的で、この製作を最後に解散することに合意していた。同年9月、アルバム『ラヴ・ビーチ』を発表。このアルバムのためのプロモーション・ツアーは行われなかった。
1979年10月、1977年のモントリオールでのコンサートを収録したライブ・アルバム『イン・コンサート』が発表された。
1980年2月、ELPの解散が正式に発表された。この発表は朝日新聞、東京新聞、北海道新聞などでも報道された。

### ソロ/ユニット活動期（1980年 - 1989年）
1980年 - 1984年
エマーソンは1981年までバハマに残って、映画音楽やソロ・アルバムを制作した。
レイクはゲイリー・ムーアらと共演したソロ・アルバムを2作発表し、ムーアが同行してのツアーを行う。また解雇されたジョン・ウェットンの後任としてエイジアに一時期在籍して日本公演にも参加している。彼の在籍期間はエイジアのセカンド・アルバムとサード・アルバムの間の時期だったので彼はスタジオ録音のアルバムには関わっていないが、日本公演の模様を収めたライブ・ビデオ『エイジア・イン・エイジア』で彼の姿を確認できる。
パーマーはバンド「PM」を結成して1作のアルバムを発表した後、ジョン・ウェットン、スティーヴ・ハウ、ジェフ・ダウンズとエイジアを結成。3人の中で最も大きな成功を収めた。
1985年 - 1989年
1980年代半ば、ELPの再結成の話が出たが、パーマーはエイジアでの活動に集中して参加せず、代わりにコージー・パウエルが加入。1986年に「エマーソン・レイク・アンド・パウエル」として活動を始めた。このトリオの省略名はELPになり、エマーソンもインタビューで「エマーソン・レイク・アンド・パウエルはELPの再結成バンドだ」と発言。しかしパーマーは彼等をELPと捉えることを否定して、エマーソン・レイク・アンド・パウエルがELPという省略名とELPのロゴを使用しないという条件で彼等の命名を容認した。彼等はライブではELPの作品も演奏したが、1枚のアルバム発表と一度のツアーの後にパウエルの離脱により解散している。
パーマーがエイジアから離脱したのを受けて、エマーソンとレイクは彼を誘ってELPの再結成に向けてリハーサルを開始したが、すぐにレイクが離脱。エマーソンとパーマーは、エイジアのマネージャーだったブライアン・レーンから紹介されたロバート・ベリーを迎えてトリオ「3（スリー）」を結成し、1988年にアルバム『スリー・トゥ・ザ・パワー』を出すが、ライブツアー後に解散した。エマーソンはインタビューで「3はELPの再結成バンドではない」と発言している。

### 再結成期（1990年 - 1997年）
1990年 - 1995年
エマーソンもレイクもソロ・アルバムの発表を目指していたが、レコード会社は売り上げが見込めないと難色を示していた。1991年、2人は話し合いの末に再結成することを決め、パーマーを誘って1992年にアルバム『ブラック・ムーン』を発表した。その後、世界的なツアーを行い、約20年ぶりの日本公演も果たしている。

1993年には新録音・未発表音源を含む4枚組CDボックス・セットのコンピレーション盤『リターン・オブ・ザ・マンティコア』、1994年にはアルバム『イン・ザ・ホット・シート』を発表した。
1996年以降
ジェスロ・タルの北米ツアーの前座として1時間だけの演奏を披露するなど断続的にライブツアーを行い、1997年にはモントルー公演を撮影したライブ・ビデオも制作した。その後のライブ活動はなく、実質的な解散状態に陥った。

### 終焉期 (2002年 - 現在)
2002年以降
2002年、レイクがリンゴ・スター主催のバンドのメンバーとしてアメリカ・ツアーに参加。同年、エマーソンはザ・ナイスの復活ツアーや、キース・エマーソン・バンドとしてのツアーを敢行した。また彼は2004年公開の『ゴジラ FINAL WARS』の音楽を担当している。パーマーはオリジナル・メンバーで再結成したエイジアのワールド・ツアーに参加した。
2010年 - 一夜限りの再結成
2010年4月、エマーソンとレイクが キーボードとギター／ベースのみのデュオ形態でアメリカ・ツアーを行ない、ザ・ナイス、キング・クリムゾン、ELPのナンバーを新しいアレンジで演奏した。日本公演も予定されていたが、エマーソンの病気のために中止になった。
7月25日、ロンドンでのイベント「ハイ・ボルテージ・フェスティバル」のメイン・アクトとして、ELPの一夜限りの再結成ライブが実現した。同イベントにはパーマーの参加しているエイジアも出演している。パーマーは「今後はELPとしての活動は行なわない」と発言。
2016年 - エマーソンとレイクの死去
2016年3月、エマーソンが死去。レイクとパーマーは「彼は先駆者にして革新者であり、彼が作った音楽は永遠に生き続ける」と、追悼の念を述べている。
同年12月、レイクも癌による闘病の末に死去する。残されたパーマーは、同年に2人もメンバーを亡くした事実に落胆した。
2017年、パーマーは「Carl Palmer's ELP LEGACY」を率いて、エマーソンとレイクを追悼するワールド・ツアーを行った。

## 音楽上の大きな特色

### クラシック音楽の導入
ELPはバルトーク・ベーラの「アレグロ・バルバロ」、ムソルグスキーの「展覧会の絵」やチャイコフスキーの「くるみ割り人形」、アルベルト・ヒナステラの「ピアノ協奏曲第1番」、エマーソン・レイク・アンド・パウエルでのホルストの「惑星」など、クラシックの器楽曲を取り上げた。これはエマーソンがザ・ナイスで採用した方法をELPに持ち込んで、より明確で大きなテーマにした結果である。
彼等は「アレグロ・バルバロ」を基にした「未開人」に見られるように、時として原曲名や原作者名を表記せずに断片的に取り入れたり無断で使用したりしたので、原作者の遺族を含む原曲の権利者との間に問題が生じたこともあった。但し「ホーダウン」や「庶民のファンファーレ」の原作者のアーロン・コープランドのように、ELPと良好な関係を持った者もいる。

### キーボード・トリオ
ELPはキーボーディスト、ベーシスト兼ボーカリスト、ドラマーを擁するキーボード・トリオである。ロック界では従来、キーボード・トリオは稀有の存在だった。その理由としては、コンサートで大音響で響き渡るエレクトリック・ギターの歪んだ音色が生み出す高揚感溢れる「破壊的パワー」が得られない、キーボーディストはギタリストと違って観客の視覚に訴える激しいステージ・アクションを取りにくい、などが考えられる。
エマーソンは、このような不利な点を克服した。彼はハモンド・オルガンに2ndまたは3rdパーカッション（アタックを強調する減衰音）を入れて攻撃的な音を出し、モーグ・シンセサイザーの音色の訴求力をも活用した（後述）。彼はC-3とL-100という2台のハモンドオルガンをステージで使っており、軽量な方のL-100の出力にHIWATT社製のギター・アンプを使用して破壊的なイメージのサウンドを出した。当時のハモンド・オルガンのトーンホイールという機械上の構造を活用し、ステージでL-100を大きく揺らしたり倒したりしてスプリングリバーブを鳴らし、アンプに近づけてフィードバックのノイズを出した。さらに、鍵盤の間にナイフを突き立てて鍵盤から指を離しても音が鳴り続けるようにした。彼はこうして、ギタリストのそれとは全く異なる独特の激しいステージ・アクションの数々を作り上げて、観客を魅了した。
エマーソンに影響を受けて多くのキーボード・トリオが誕生した。トレース（オランダ）、トリアンヴィラート（ドイツ）、トリトナス（ドイツ）、トリップ（イタリア）、レ・オルメ（イタリア）、エッグ（イギリス）、クォーターマス（イギリス）、レフュジー（イギリス）、U.K.（イギリス）、タガ・バンド（イギリス）、デジャ・ヴ（日本）、ソシアル・テンション（日本）、アルス・ノヴァ（日本）、ジェラルド（日本）、センス・オブ・ワンダー（日本）など、枚挙にいとまがない。
なおコンサートでレイクがギターを演奏する時には、エマーソンが片手でベース・パートを演奏した。

### モーグ・シンセサイザー
オルガンの使用方法に加えて、ELPのサウンドの特徴となったのがモーグ・シンセサイザー（以下、モーグ）である。モーグに接続したリボンコントローラーの使用も、ライブでの演出の大きな目玉となっていた。
ELPの結成にあたってモーグを導入して表現領域を拡大しようと提案したのはレイクだった。エマーソンは1970年3月9日、解散直前のザ・ナイスのロンドン公演でモーグを演奏したが、その効果には懐疑的で、むしろオーケストラの導入を主張していた。この頃、イギリスで「インターナショナル・オーディオ・アンド・ミュージック・フェア」というイベントが開催されて、モーグの幾つかの機種が展示されていた。レイクはエマーソンを会場に連れて行き、そこでエマーソンはモーグの開発者であるロバート・モーグに出会った。
彼は「ハモンドオルガンの良さやピアノの繊細さは大事だが、1万人の観客の心を一瞬でつかむためには、もっと劇的で驚異的なサウンドを持つ楽器が必要であった。その点、モーグは圧倒的な威力を持っている」と発言している。

### レイクの多才ぶり
ELPにはエマーソンの派手なキーボード・プレイに隠れがちだったレイクの多才ぶりも重要である。彼はギターサウンドのフレーズをベースで代用させてトリオのサウンドに広がりを持たせ、その効果は8弦ベースの演奏でさらに顕著になった。「戦場」や「悪の教典#9 第1印象」など、ライブではベースラインをエマーソンのモーグに任せてエレキギターを弾くこともあった。
エマーソンの攻撃的な演奏の合い間に彼がアコースティックギターで「ラッキー・マン」や「スティル・ユー・ターン・ミー・オン」のような曲を披露するのは、聴き手に一服の清涼剤を与えるような効果を生んだ。スタジオ録音では他の2人をバックにしての弾き語りだったが、ライブではバックなしの場合もあった。
彼は『エマーソン・レイク・アンド・パーマー』から『レディース・アンド・ジェントルメン』までの全てのアルバムのプロデューサーを務めた。

### パーマーのドラムセット
パーマーは背後に二つの巨大なドラ、頭上に鐘という非常に凝ったドラムセットを設計して、両手でドラを打ち鳴らしながら口で紐を引いて鐘を鳴らした。彼は巨大なドラをドラムセットに導入した草分けである。
彼のセットは全体が回転し、フラッシュライトが点灯する。彼はタムタムからのトリガーが発することができるモーグを使って電子音を鳴らした。

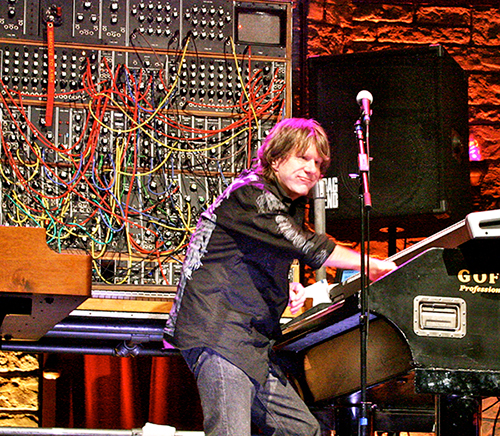
モーグ・シンセサイザーとエマーソン（2010年）
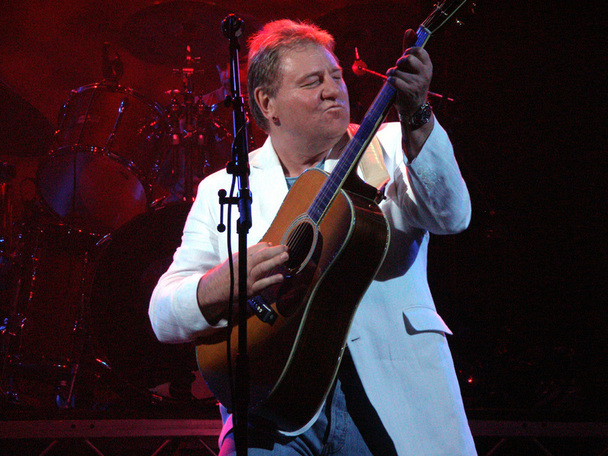
アコースティックギターを弾くレイク（2005年）
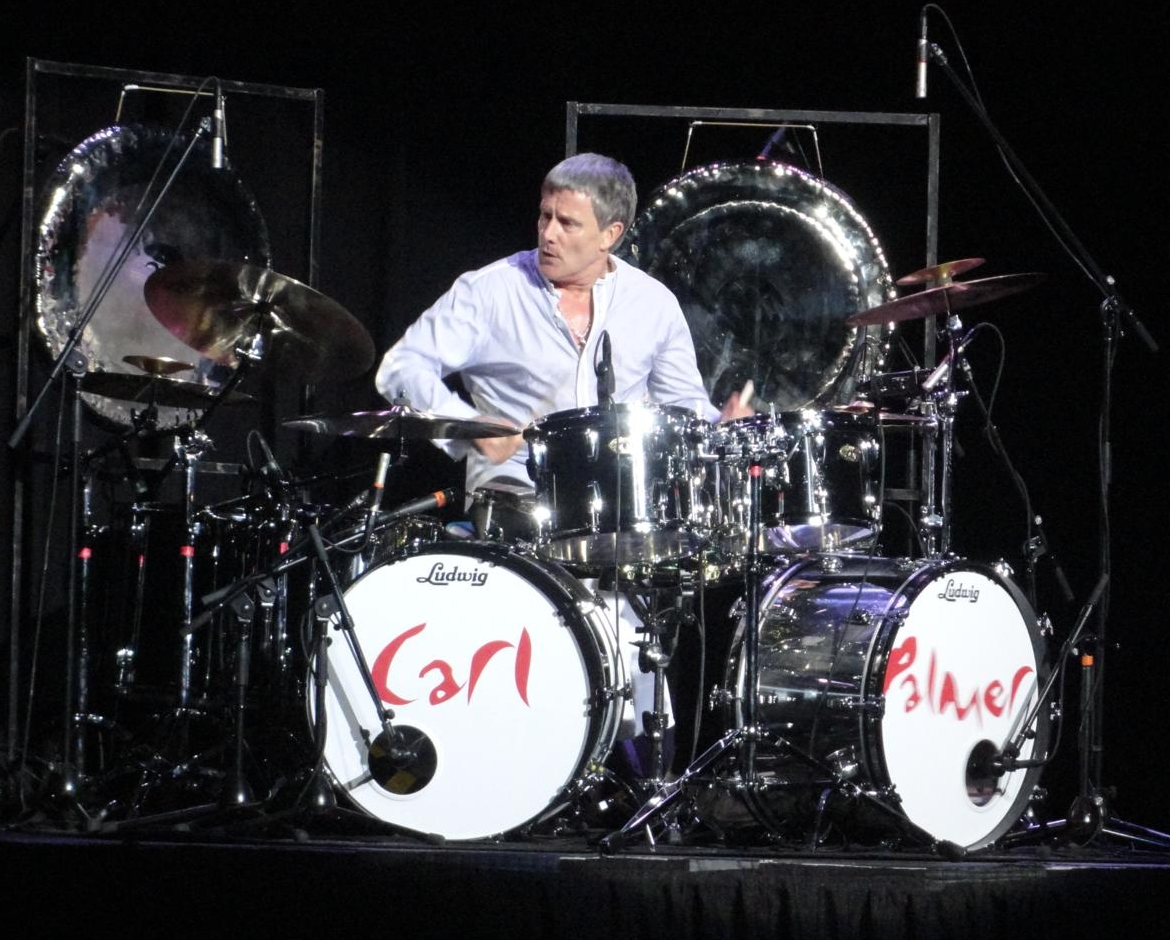
ドラ付ドラムセットとパーマー（2012年）

## ディスコグラフィ

### アルバム
- 『エマーソン・レイク・アンド・パーマー』 - Emerson, Lake And Palmer （1970年）
- 『タルカス』 - Tarkus （1971年）
- 『展覧会の絵』 - Pictures At An Exhibition （1971年） ※ライブ盤
- 『トリロジー』 - Trilogy （1972年）
- 『恐怖の頭脳改革』 - Brain Salad Surgery （1973年）
- 『レディース・アンド・ジェントルメン』 - Welcome Back My Friends To The Show That Never Ends...Ladies And Gentlemen （1974年） ※ライブ盤
- 『ELP四部作』 - Works Volume I （1977年）
- 『作品第2番』 - Works Volume II （1977年）
- 『ラヴ・ビーチ』 - Love Beach （1978年）
- 『イン・コンサート』 - In Concert （1979年） ※ライブ盤・収録曲を7曲追加した ワークス・ライブ / WORKS LIVE が1993年に発売されている。
- 『ブラック・ムーン』 - Black Moon （1992年）
- 『ライヴ・アット・ロイヤル・アルバート・ホール』 - Live At The Royal Albert Hall （1993年） ※ライブ盤
- 『イン・ザ・ホット・シート』 - In The Hot Seat （1994年）
- 『ハイ・ヴォルテージ』 - High Voltage （2011年） ※2010年、ELPの最後のライブ。

### コンピレーション・アルバム
- 『ベスト・オブ・EL&P』 - The Best Of Emerson, Lake & Palmer （1980年）
- 『アトランティック・イヤーズ』 - The Atlantic Years （1991年）
- 『リターン・オブ・ザ・マンティコア』 - The Return of the Manticore （1993年）※Box Set・7曲の特典音源入り
- The Best Of Emerson, Lake & Palmer （1994年）※WEA/Rhino版
- 『ベスト・オブ・EL&P』 - The Best Of EL&P （1999年）※ビクター・エンタテインメント版
- The Very Best of Emerson, Lake & Palmer （2001年）
- Extended Versions （2002年）
- Gold Collection （2003年）
- Ultimate Collection （2004年）
- An Introduction To... （2004年）
- Lucky Man And Other Hits （2005年）
- 『ザ・スピリット・オブ・ELP～ K2HD エマーソン、レイク＆パーマー・ベスト・コレクション』 - The Spirit Of ELP （2007年）
- Come And See the Show: Best of Emerson Lake And Palmer （2008年）
- From the Beginning - The Best Of ELP （2011年）
- 『タルカス～ザ・ベスト・オブ・ELP』 - The Best Of ELP （2012年）
- 『プラチナム・ベスト』 - Platinum Best （2013年）
- 『ジ・エヴァーラスティング ～ベスト・オブ・ELP～』 - The Everlasting Best Of ELP （2017年）

### 過去のライブの発掘盤
- 『ワークス・ライヴ』 - Works Live （1993年）※『イン・コンサート』の増補版
- 『キング・ビスケット・ライヴ』 - King Biscuit Flower Hour Presents In Concert 1974/1977 （1997年）
- 『ワイト島ライヴ』 - Live At The Isle Of Wight Festival （1997年）
- 『ゼン＆ナウ』 - Then And Now （1998年）※1974年のカリフォルニア・ジャムのライブと1997年のライブを収録
- 『オリジナル・ブートレッグ・シリーズ・フロム・ザ・マンティコア・ヴォルツ Vol.1』 - The Original Bootleg Series From Manticore Vaults, Vol. 1 （2001年）
- 『オリジナル・ブートレッグ・シリーズ・フロム・ザ・マンティコア・ヴォルツ Vol.2』 - The Original Bootleg Series From Manticore Vaults, Vol. 2 （2001年）
- The Show That Never Ends （2001年）
- Best of Now Tour 1997 （2001年）
- 『ライヴ・イン・ポーランド』 - Live in Poland 1997 （2001年）
- Fanfare: The 1997 World Tour （2002年）
- 『オリジナル・ブートレッグ・シリーズ・フロム・ザ・マンティコア・ヴォルツ Vol.3』 - The Original Bootleg Series From Manticore Vaults, Vol. 3 （2002年）
- From The Front Row... Live! （2004年）※DVDオーディオによるキング・ビスケットライブの5.1ch版

### トリビュート/セルフ・カバー
- 『アンコールズ、リジェンズ、アンド・パラドックス〜トリビュート・トゥ・ザ・ミュージック・オブ・ELP』 - Encores, Legends & Paradox （1999年）
- 『ヴィヴァシタス～ライヴ・アット・グラスゴー 2002』 - Vivacitas Live At Glasgow 2002 （2002年）※ザ・ナイスの再結成+キース・エマーソン・バンドによるELPセルフ・カバー
- Re-Works: Brain Salad Perjury （2003年）※Mike Bennettによるリミックス集

### ビデオソフト(収録時期順)
- Birth of a Band: Isle of Wight Festival （ワイト島フェスティバル、ただし、実際の演奏の映像は少ない）
- Masters From the Vaults （1970年頃のスタジオライブ映像。後にLive Broadcastとして同じ内容が上下トリミングされたワイド画面仕様で発売されている）
- 『展覧会の絵』（1970年のライシアム・シアターでのコンサート）
- 『展覧会の絵・完全版』（上のビデオに未開人/石をとれ/ナイフ・エッジの35mmフィルムを加えたもの）
- 『展覧会の絵・35周年記念特別版』（dts音声、完全版ではなく展覧会の絵のみ収録）
- 『Works Orchestral Tour : Manticore Special』 （1977年8月26日のモントリオール・オリンピック・スタジアムでのライブと、1973年のベルギー公演をメインとしたツアー・ドキュメント）
- Beyond The Beginning （1970-78年のドキュメンタリーと未公開映像を集めたもの）
- Welcome Back （1992年-1993年の『ブラック・ムーン』ツアーの抜粋とインタビュー、ドキュメント等の混合）
- Live at The Royal Albert Hall（1993年の同ホールでのライブ）
- Live at Montreux（1997年のモントルーでのライブ）
- High Voltage (2010年のロンドンでのハイ・ヴォルテージ・フェスティバルでのライブ）

## クラシックの原曲
クラシック音楽以外も、一部を例外として含む。
- ロンド - イタリア協奏曲ヘ長調BWV.971の第3楽章（バッハ）、ブランデンブルク協奏曲第5番ニ長調BWV.1050の第1楽章カデンツァ（バッハ）
- 未開人 - アレグロ・バルバロ（バルトーク） - バルトーク未亡人から作曲者名の掲載を要求された。
- 石をとれ（後半のピアノ・インプロヴィゼーション冒頭） - インヴェンションとシンフォニアから2声のインヴェンション　ハ長調BWV.772（バッハ）
- ナイフ・エッジ - シンフォニエッタ（ヤナーチェク）
- ナイフ・エッジ（中間部のバロック曲） - フランス組曲第1番ニ短調BWV.812の第1曲アルマンド（バッハ）
- ジェレミー・ベンダー - オー！スザンナ（スティーヴン・フォスター）
- ジ・オンリー・ウェイ（冒頭のオルガンソロ） - 前奏曲とフーガ　ヘ長調BWV.540の前奏曲（バッハ）
- ジ・オンリー・ウェイ（中間部のピアノソロ） - 「平均律クラヴィーア曲集 第1巻」第6番ニ短調BWV.851の前奏曲（バッハ）
- 展覧会の絵 - 展覧会の絵（ムソルグスキー） - レイクが作詞した死と生に関する歌詞を付けて歌われる。
- ナット・ロッカー - 「くるみ割り人形」行進曲（チャイコフスキー） - キム・フォーリーの編曲とプロデュースで1962年に全英シングルチャートで第1位を記録したB・バンブル＆ザ・スティンガーズの'Nut Rocker'の編曲。
- ホウダウン - バレエ音楽「ロデオ」第4曲：ホーダウン（コープランド）
- ホウダウン - オクラホマミキサー（作曲者不詳）
- 奈落のボレロ（5分15秒からのピッコロの旋律） - 「The Girl I Left Behind」（イギリス民謡）
- 聖地エルサレム - エルサレム（パリー） - 歌詞は原曲のまま。
- トッカータ - ピアノ協奏曲第1番第4楽章（ヒナステラ）
- 邪教の神、そして悪の精の踊り - スキタイ組曲「アラとロリー」第2曲 邪神チュジボーグと魔界の悪鬼の踊り（プロコフィエフ）
- 2声のインヴェンション ニ短調（バッハ）
- 庶民のファンファーレ - 市民のためのファンファーレ（コープランド）
- メイプル・リーフ・ラグ ― メイプル・リーフ・ラグ（ジョプリン）
- 夢みるクリスマス - 組曲「キージェ中尉」第4曲:トロイカ（プロコフィエフ）
- カナリオ - ある貴紳のための幻想曲（ロドリーゴ）
- 将校と紳士の回顧録 ~ 愛を感じた時 - 練習曲第1番ハ長調 op.10-1 （ショパン）
- ロミオとジュリエット - ロミオとジュリエット - 第13曲:騎士たちの踊り（プロコフィエフ）
- クレオール・ダンス - クレオール・ダンス（ヒナステラ）

## ジャズの原曲
- 展覧会の絵  Blues Variation （後半のオルガンソロ） - INTERPLAY（ビル・エヴァンス）
- ロンド - トルコ風ブルーロンド（デイヴ・ブルーベック）
- 悪の教典#9 第2印象 Karn Evil 9: 2nd Impression（中間部のピアノソロ） - セント・トーマス - St. Thomas（ソニー・ロリンズ）
- ピアノ・インプロヴィゼーションズ － プレリュードとフーガ（フリードリヒ・グルダ）、「リトル・ロック・ゲッタウェイ」(ジョー・サリバン)

## 来日公演
- Rock Explosion 1972（1972年）
  - 7月22日 東京 後楽園球場
  - 7月24日 西宮 甲子園球場
- World Tour 1992（1992年）
  - 9月10日 川崎 川崎市教育文化会館
  - 9月11日 東京 東京厚生年金会館
  - 9月12日 名古屋 名古屋市公会堂
  - 9月14日 大阪 大阪厚生年金会館
  - 9月16日 東京 昭和女子大学人見記念講堂
  - 9月17日・18日・19日 東京 渋谷公会堂
- Japan Tour 1996（1996年）
  - 10月08日 福岡 福岡サンパレス
  - 10月09日 大阪 大阪フェスティバルホール
  - 10月10日 名古屋 名古屋市公会堂
  - 10月12日 東京 渋谷公会堂
  - 10月13日 東京 東京厚生年金会館
  - 10月14日 仙台 イズミティ21
  - 10月15日・17日・18日 東京 中野サンプラザ
  - 10月19日 浦和 浦和市文化センター

## 関連文献
- 松井巧『エマーソン、レイク&パーマー』TOKYO FM 出版〈地球音楽ライブラリー〉、1996年10月10日、157頁。

OCLC 978701730、ISBN 492488085X、ISBN 978-4924880856、国立国会図書館書誌ID:000002592744。
- 『エマーソン、レイク&パーマー：THE DIG Special Edition』シンコーミュージック・エンタテイメント〈SHINKO MUSIC MOOK〉、2017年3月10日、203頁。ISBN 4-401-64427-1、ISBN 978-4-401-64427-8。  [注 15]